# لستر گرمر
 لستر گرمر (انگلیسی: Lester Germer؛ زاده ۱۰ اکتبر ۱۸۹۶ - درگذشته ۳ اکتبر ۱۹۷۱) یک فیزیک‌دان اهل ایالات متحده آمریکا بود.